# Schausia dispar
Schausia dispar là một loài bướm đêm trong họ Noctuidae.